# Philippine de Sivry
Philippine de Sivry (1775-1851) est une femme de lettres, née et morte à Nancy.

## Biographie
Enfant aux talents précoces admirés par les salons parisiens avant la Révolution, elle a publié entre 1806 et 1818, sous le nom de Madame de Vannoz, divers poèmes qui ont été appréciés par ses contemporains. Le plus diffusé est Conseils à une femme sur les moyens de plaire dans la conversation édité en 1812 avec d'autres « poésies fugitives », en particulier des épîtres. Elle reste un poète mineur mais témoigne de la participation des femmes à la vie intellectuelle à la fin du XVIIIe et au début du XIXe siècle et aussi des débuts de la sensibilité préromantique en France. Elle illustre également la persistance et l'évolution du sentiment royaliste sous le Consulat et l'Empire.

## Lignée paternelle
Esprit Claude Pierre de Sivry, né à Nancy en 1733, issu d’une famille de notaires anoblis en 1736, était seigneur de Remicourt et Villers, et membre de l'académie de Nancy ; d'abord conseiller au parlement de cette ville, il en fut nommé président en 1771. Amateur de littérature, il était apprécié par le duc Stanislas : il a d'ailleurs écrit en 1753 Sinastal – Histoire dumocalienne où il fait l'éloge de ce prince. Il est mort en émigration à Deux-Ponts en Allemagne, en 1792.
Il a eu deux enfants : un fils, Esprit Marie Joseph de Sivry, né à Nancy (1762-1853), qui est devenu un géologue reconnu, et Philippine de Sivry (1775-1851) qui a gagné une réputation de poète sous le nom de Madame de Vannoz.

## Enfant précoce
Philippine de Sivry, fille d'Esprit-Claude Pierre de Sivry, dernier seigneur de Remicourt, près de Nancy, naît en 1775. Sa famille réputée pour « l'esprit de Sivry » fait de distinction, de goût littéraire et de vie sociale raffinée dans les salons, fréquente la bonne société de Nancy et aussi de Paris et de Versailles où la fille du duc Stanislas de Lorraine, devenue la femme du roi Louis XV avait créé des relations privilégiées.
Philippine montre des talents précoces pour la poésie et ses parents la présentent dans les salons de la capitale dans lesquels Pierre de Sivry est bien introduit. Ses premiers vers, écrits dès 8-10 ans, sont salués par les contemporains comme La Harpe, Marmontel, Sedaine ou Necker. L'enfant est adulée par les salons parisiens et le célèbre Houdon sculpte un buste d'elle : elle le remercie par une épître quand elle reçoit la sculpture en marbre quelques années plus tard. Adolescente admirée, elle se partage entre la capitale et la Lorraine jusqu'au moment de la Révolution où elle se retire dans son château de Remicourt et se consacre à l'étude des mathématiques, des langues anciennes et étrangères. Son père émigre alors en Allemagne et meurt à Deux-Ponts en 1792.

## Madame de Vannoz
La période tourmentée de la Révolution s'achevant, Philippine de Sivry retrouve la vie intellectuelle parisienne et encouragée par Marmontel, elle reprend sa plume de poète qu'elle délaisse quelque peu lorsqu'elle fonde une famille en épousant en 1802 Monsieur de Vannoz (François-Bonaventure Français de Vannoz), originaire du Jura. Son frère Luc-Joseph de Vannoz avait lui aussi émigré à la Révolution (il est rentré en France après la Loi d'amnistie du 26 avril 1802) et avait peut-être connu la famille de Sivry exilée elle aussi. Deux enfants naissent : une fille Marie (19/04/1803-06/07/1881, qui épousera Anne-Louis de Scitivaux de Greische en 1823) et un fils mort jeune en 1838.

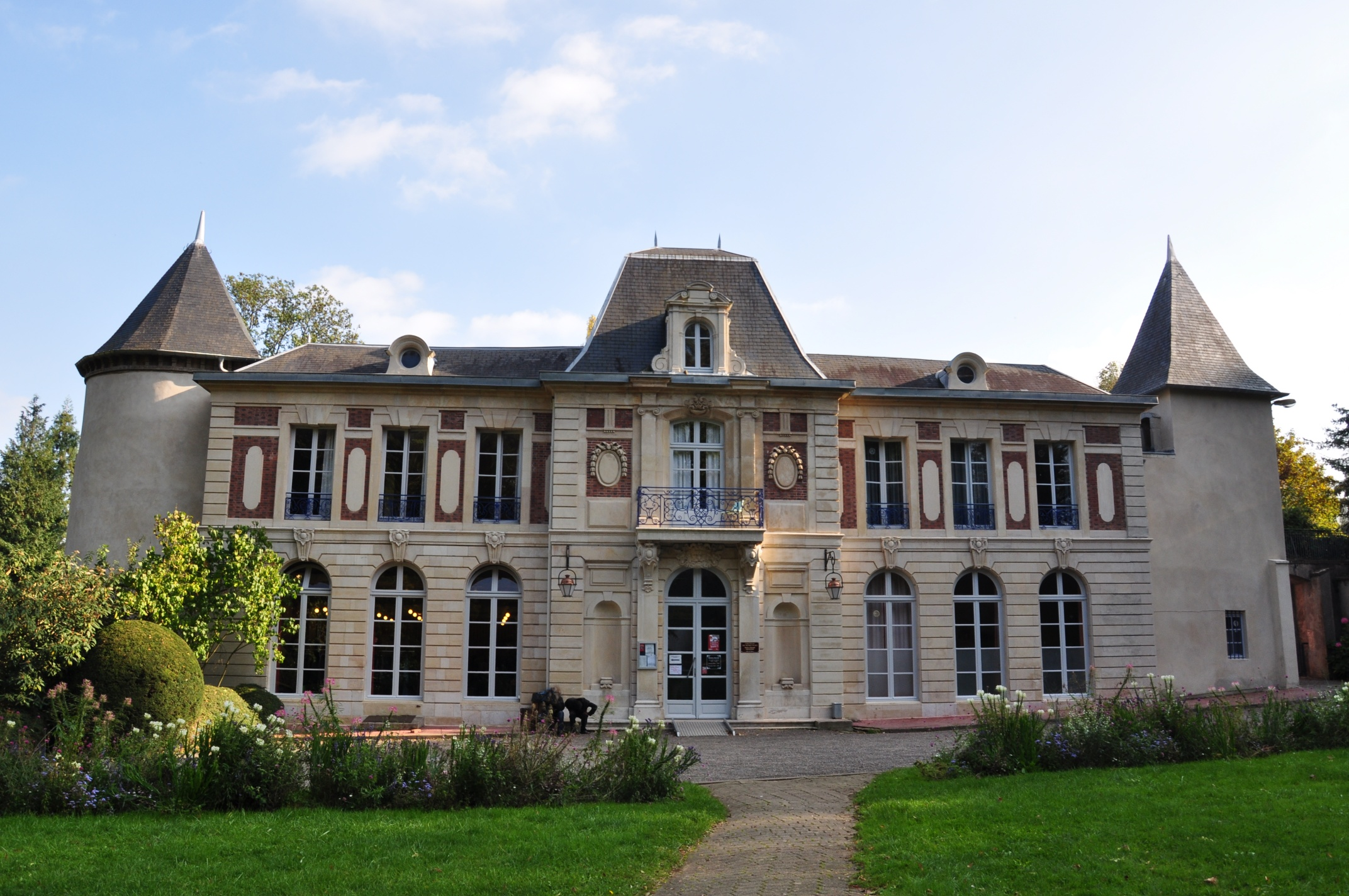
Château de Remicourt à Villers-lès-Nancy, résidence des Pierre de Sivry puis des Vannoz

Selon la biographie des frères Michaud « En 1838, au moment où elle venait de perdre son fils unique,[...] elle perdit la vue ». Les biographes poursuivent en écrivant : « Il lui restait cependant pour consolation dans son malheur l'affection d'un mari, d'une fille et d'un frère, qui entouraient sa vieillesse des soins les plus touchants, lorsqu'une mort inopinée vint lui enlever le compagnon fidèle de son existence. Elle survécut peu à cette nouvelle catastrophe, et 1851 la vit s'éteindre sous ces ombrages de Rémicourt dont elle avait autrefois chanté les charmes et la fraîcheur . » Son mari, Monsieur de Vannoz, est mort en 1849.
On trouve trace d'une lettre de Napoléon datée du 20 décembre 1804 adressée à « Madame veuve Vannoz, née de Sivry » qui « prie l'Empereur d'accorder une place dans l'administration des forêts à son gendre, qu'elle désire fixer près d'elle, dans le département de la Meurthe. » L'empereur répond favorablement : « Le ministre des finances fera connaître à cette dame que j'aime son style et approuve sa confiance; qu'une place sera donnée à son gendre; et le ministre Gaudin acquittera ma parole ». Le raccourci de la correspondance impériale doit comporter une confusion : la destinataire est plutôt Madame veuve de Sivry, mère de Madame de Vannoz.
La famille résidait au château de Remicourt à Villers-lès-Nancy qui passa aux Scitivaux par le mariage de Marie de Vannoz. Une « Rue Madame de Vannoz » perpétue à Nancy le souvenir de la femme de lettres lorraine. Elle possédait par ailleurs une maison rue du Manège à Nancy où Mme de Vannoz est morte en 1851.

## Œuvres (signées Madame de Vannoz)
Les publications de Madame de Vannoz sont peu nombreuses mais elles ont rencontré un écho favorable parmi les contemporains. Ses poèmes témoignent de la l'importance des femmes dans le monde littéraire de l'époque comme de la sensibilité préromantique qui s'y rencontre. Ils illustrent aussi la vitalité du sentiment royaliste après la Révolution et l'adhésion temporaire de certains monarchistes à l'Empire.
- Profanation des Tombes royales de Saint-Denis, en 1793- Poëme élégiaque publié en 1806 (puis en 1818).

L'auteur précise dans son avant-propos que le poème a été commencé en 1793 et repris au moment du décret de 1806 concernant la restauration de l'abbaye de Saint-Denis qui « appelle un nouvel intérêt pour le sujet ». Charles Marie Dorimond de Féletz en fait l'éloge en 1828 « Le poëme de madame de Vannoz, sur cet intéressant sujet, a été accueilli du public avec une faveur, et que justifie le mérite de l'ouvrage écrit avec une sensibilité digne d'une femme, et un talent bien rare parmi les femmes comme parmi les hommes, celui de faire de beaux vers. ». (On y voit) « la touchante expression de cette douleur, d'autant plus vive, que les objets qu'elle pleure sont plus dignes de ses larmes. Madame de Vannoz, en déplorant l'insulte faite à de grands rois, sait peindre en traits énergiques les grandes qualités par lesquelles ils brillèrent » « Quoique madame de Vannoz ait su prendre les divers tons que comporte son sujet, tantôt sombre dans la profondeur des méditations de la mort, et du néant des grandeurs humaines ; tantôt élevée dans la hauteur des jugements et des vengeances de l’Éternel ; tantôt remplie d'indignation, à la vue des coupables excès de l'homme, elle a cependant donné à son ouvrage le titre de Poème Élégiaque, parce que ce sont en effet les accents plaintifs et les gémissements de la douleur qu'on y entend le plus souvent retentir. » .
L'ouverture associe éloquence et sensibilité dans l'évocation des lieux que visite le poète :
« Salut ô temple saint ! Salut augustes mânes !

Que de vos monuments s'écartent les profanes :

Je cherche dans ces murs derniers palais des rois,

Les leçons de la Mort, dont l'éloquente voix

Éclate sur leur tombe en oracles terribles,

Et fait parler aux sens les pierres insensibles. »
et le dernier vers montre l'apaisement des temps nouveaux et salue l'empereur qui a décidé la restauration de l'abbaye royale :
« Paix ! Bonheur à la France et gloire à son héros ».
- Épitres à une femme sur la conversation ou Conseils à une femme sur les moyens de plaire dans la conversation, suivis de Poésies fugitives, 1812.

Le Journal de l'Empire commente la publication dans son numéro du 24 janvier 1812 : « L'ouvrage de Mad. de Vannoz se compose de quatre épîtres en vers de dix syllabes.[...] Ils ont exclusivement pour objet de former les. personnes du même sexe dans un art qui, s'il en faut croire l'auteur, appartient comme en propre à ce sexe ». L'appréciation élogieuse se poursuit en notant « l'élégante familiarité », « les qualités aimables de Mad. de Vannoz », « la saillie légère et piquante dont elle est l'heureux emblème »  ou encore « Les vers heureux, les traits fins et légers semés avec une sorte de profusion dans ces quatre épîtres ». Les frères Michaud qualifient quant à eux sa poésie de « gracieuse et fine ».
S'adressant à une jeune femme qui veut rester présente dans les salons, l'auteur lui conseille la séduction de l'esprit à travers l'art de la conversation puisque « A l'âge mûr le monde sait mieux plaire » : 
« Plaire à l'esprit sera votre partage. 

Un art aimable, et souvent ignoré, 

Dont le bon goût doit seul régler l'usage, 

Vous offre encore un empire assuré. »
Elle appuie sa démonstration sur l'exemple historique de Mme de Maintenon et de Louis XIV :
« De Maintenon l'éloquence polie 

Charma ses jours, consola ses chagrins : 

Il l'écoutait, et près de son amie,

Louis vaincu pardonnait aux destins. » 
Elle utilise ensuite un apologue où une femme charme par sa seule voix un amant aveugle qui la croit toujours belle :
« Toujours aveugle, et toujours aimé d'elle, 

Il s'enivra des doux sons de sa,voix; 

En l'écoutant, il la crut encor belle. » 
Suivent des recommandations sur l'art d'adapter son propos à son interlocuteur qu'il ne faut pas effaroucher mais considérer comme « un enfant qui marche près de vous » et sur la nécessaire discrétion féminine : « Écoutez bien; parlez plus rarement. », « Songez enfin qu'une réserve habile //Fait mieux valoir un parleur éloquent ».
La troisième épître insiste sur la nécessité de varier les sujets de la conversation et d'y « soutenir l'intérêt par des contes aimables » comme a su le faire Shéhérazade. La quatrième épître passe en revue « différents siècles, par rapport à l'esprit de conversation » en commençant par le temps des chevaliers où 
« Dans son manoir, assemblant ses vassaux, 

La noble dame, à cette cour champêtre 

Disait alors les prouesses du maître, 

Et ses récits, de châteaux en châteaux, 

Allaient former le goût et les héros. »
Madame de Vannoz s'attarde ensuite sur l'heureux temps du siècle de Louis XIV « brillant et frivole », 
« Siècle où Louis cherchant tous les succès

Fut conquérant, chevalier et français, 

Et fit revivre au sein de ma patrie 

Les carrousels et la galanterie ;

Vous avez vu dans sa brillante cour, 

Séjour vanté des arts et du génie, 

Régner encor les femmes et l'amour. »
Elle critique enfin « le temps des discordes » de la période révolutionnaire où 
 

« Bientôt la sombre et triste liberté 

Vint tout détruire en parlant d'espérance. 

Plus de plaisir, de paix ni de gaîté; 

L'esprit surtout gênait l'égalité; 

Il fut suspect : en cercles politiques 

Ou transforma nos salons attristés; » 
Regrettant les soupers et les salons « cercles joyeux » « d'un lustre brillant », « Lorsque l'esprit quittait en liberté // Les soins du jour et l'ennui des affaires », Philippine de Sivry achève son poème didactique sur une touche personnelle et autobiographique :
  

« À ces soupers mon enfance autrefois, 

Vint du bon ton étudier les lois; 

Là, j'écoutai, je choisis mes modèles. » 
- Le Vingt-et-un janvier, élégie, 1814[16].

« Cette élégie a été composée en 1793, peu de mois après la terrible catastrophe qui en a fourni le sujet » précise l'éditeur en 1814. Le poème s'ouvre sur ces vers :
« Il est venu ce jour de douleur et de crime !

J'ai vu, j'ai vu l'auguste et la sainte victime 

Tomber sur l'échafaud de son sang abreuvé ! »
et se poursuit par l'évocation de l'exécution du roi par les révolutionnaires. La fin du poème est ajoutée en 1814 au moment de la Première Restauration et du retour de Louis XVIII. Le sentiment royaliste s'y exprime avec ferveur :
« D'un monarque chéri dès mes plus jeunes ans, 

Et ma douleur cruelle échauffait mes accents. 

Nos malheurs sont finis : une race adorée 

Apparaît dans nos murs, le front ceint à la fois 

De rameaux d'olivier et du bandeau des Rois. 

Abjurons à ses pieds la haine et la vengeance; 

Français, soyons amis. Que des chants de clémence,

Que des hymnes de paix, mille fois répétés, 

Fassent seuls retentir nos temples, nos cités. 

Ce prince, ce martyr que votre voix implore, 

Par la main de son frère il vous bénit encore. »